# Вітовські вежі

Церква Святого Духа у Богоявленську. Знищена 1944 року під час Другої світової війни.

Вітовські вежі — колишні фортифікаційні споруди Великого князівства Литовського в місцевості Богоявленський (Вітовка) у Миколаєві і також на Херсонщині.

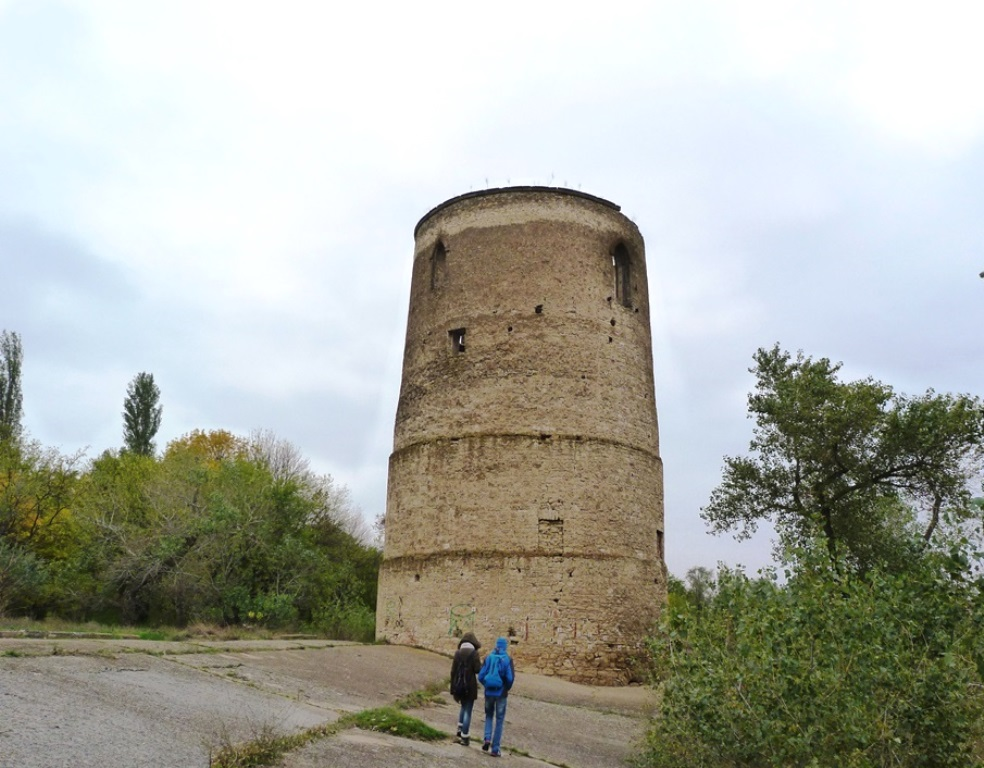
Вітовтова вежа на Херсонщині

«Вітовтова вежа» — єдина збережена оборонна споруда часів литовського панування — біля сіл Козацьке і Веселе на Херсонщині. Збудована наприкінці XIV століття, а наприкінці XIX ст. відреставрована власником місцевої садиби Трубецьким.
Вітовка, Богоявленськ, Богоявленське, Жовтневе — місцевість у Корабельному районі Миколаєва, за 12 км на південь від центра міста. Давнє поселення доби Великого Князівства Литовського на лівому березі Бузького Лиману , заснована у 1399 році .
Про вежі у поселенні Вітовка (1789 р перейменована на Богоявленськ, 1938 року на Жовтневе, з 1973 року Корабельний район м. Миколаєва) відомо з історичних джерел досить мало. Переважно відомості про Вітовські вежі описані побіжно, в загальних рисах і без певної конкретної прив'язки до місцевості. Разом з тим маємо досить чіткі згадки щодо цих споруд в описі будівництва церкви Богоявлення Господнього: « …хтось чужий для села, в 1774 році, взявся будувати церкву з не великою з боку селян допомогою. Церква ще не була закінчена, а вежа вся пішла на будови».

Фортифікаційні будівлі Великого Князівства Литовського (далі ВКЛ) — замки, форти, вежі, оборонні вали, переважно були однотипні.

З певністю можна сказати, що Вітовські вежі мали вигляд типової вежі 14 ст., котрі були поширені у ВКЛ на той час. ( Topolska, Czytelnik i książka w Wielkim Księstwie Litewskim w dobie Renesansu i Baroku). Вежа являла собою окремо стоячу кам'яну будівлю (або декілька будівель) циліндричної або прямокутної форми. Вежа мала три поверхи, на другому поверсі встановлювались гармати. Вежа також мала підземний хід для комунікації, постачання харчів і боєприпасів, відходу залоги у разі неможливості її оборони. Підземеллям до вежі надходила вода, про це свідчили дерев'яні труби зроблені із соснових стовбурів віднайдені вже у наш час в підземних тунелях . За оповідями старожилів, входи до розгалуженої мережі підземних ходів під нашим районом зустрічалися досить часто аж до 60-х років включно. За їхніми словами, дехто з богоявленців навіть робив собі льохи з цих ходів, замуровуючи проходи. Можна припустити, що частина системи підземної комунікації існує і досі. За інженерними планами 14-15 століття фортифікаційні споруди (вежі) будували не у самому поселенні, а приблизно за 0,5 км на підступах до посаду, форту чи укріпленого земляним валом села. Вежі використовувались не лише для оборони, але і як спостережні та сигнальні пункти, тому будувались вони переважно на панівних висотах. Можна припустити, що вежа могла стояти на узвишші неподалік Вітовтової (Кличанівської) балки.
Імовірно, це був район теперішньої вул.  Ольшанців. Саме ця місцина є узвишшям над балкою вздовж якої була розташована Вітовка . Відомо, що на вул. Зеленій (тепер вул. Ольшанців) ще 1774 року було розпочато будівництво нової церкви Богоявлення Господнього. Власне, камінь брали із залишків давньої вежі Вітовта. Отже руїни старої вежі могли бути неподалік від будівництва церкви.

На перший погляд здається дивним, як середньовічна держава в степу змогла збудувати мережу фортифікаційних споруд за короткий час. Як вказує у своїй праці професор Ю. Котляр: «Важливу роль в освоєнні й розвитку Прибузьких земель зіграв Великий Князь Вітовт. Для зміцнення кордонів будувалися замки й фортеці, а для торгівлі — митниці та нові міста. Відомо, що історія Вітовки як адміністративної одиниці Великого Князівства Литовського завдячує митниці яка була збудована за князювання Вітовта.
Крім Вітовки на території Миколаївщини були збудовані, — Соколи (Вознесенськ), Балаклея (у районі злиття Чичиклеї й Південного Бугу), Дашів (Очаків).
Литовські князі, приєднали до своєї держави спустошені українські землі і намагалися їх заселити та освоїти. Для будівництва вздовж річок Дністер й Дніпро укріплені міста, скликали до них поселян не тільки з України й Литви, але й інших регіонів Східної Європи. (Polak T. Zamki na kresach: Białoruś, Litwa, Ukraina /) . Не лише на Бузі але й на Дніпрі, при Таванській переправі за Вітовта була збудована митниця, на якій збирали торгове мито з купців, що їхали з Кафи до Литви, Польщі та інших країн Європи.
На давніх картах можна побачити назви: „Winaradna Kricza“, (Виноградна Криниця) „Vitold Hammani“. Французький військовий інженер Гійом Левассер де Боплан (XVII ст.) на Загальній карті України поруч із митницею позначив у цьому місці монастир».
Скоріш за все, Боплан позначив руїни монастиря, бо він був зруйнований ще у 13 столітті, а карта була складена у 17 столітті. Також слід зауважити, що в трактування назви поселення трапилася неточність.
Першоджерелом цитованого уривка є історичний нарис місцевого краєзнавця В. Касьяновського, і Валентин Олександрович слово «Kricza» переклав як «Кріца». Назви поселень на мапах написані польською мовою, і сполучення польських літер «cz» читається як українське «ч» . Тобто дослівно читається «Кріча». Беручи до уваги той факт, що Боплан був французом, — цілком можливо, що в польській мові він міг припуститися помилки . Підтвердженням цього є той факт, що у «Описі України» Боплан вже чітко вказує назву поселення — Winoradna Krynica.
Велике Князівство Литовське дуже швидко поширювало свій вплив все далі на південь, бо зустрічало підтримку місцевого населення. Коли у 1340 р. помер Юрій II, українські бояри запросили князювати його зятя Любарта — Гедимінового сина.
Любарт був православний і мав християнське ім'я — Дмитро. Він здавна жив на Волині, знав українську мову. Любарт — Дмитро став першим руським князем з литовської династії Гедиміновичів.
Литва глибоко була просякла українсько-білоруською культурою, усі старші представники литовської династії були грецької віри (тобто були православними) — Любарт, Ольгерд, Коріят, Наримунт, і майже всі сини Ольгерда. Велике князівство Литовське являло собою федерацію численних земель, у внутрішнє життя яких великий князь практично не втручався. Місця князів з дому Рюриковичів зайняли представники литовської династії Гедиміновичів, але невеликі князівства зберігали свою внутрішню самостійність та своїх місцевих князів.
Урядова мова великокняжої канцелярії була руська (білорусько-українська). На українських землях литовські князі не вводили жодних змін, але використовували давні звичаї і відносини у суспільстві. «Ми старини не рухаємо й новини не вводимо» — це була основна засада литовської політики.
«Було відновлене давнє правило — хто має землю, той мусить відбувати військову службу. Хто ж у війську не служить, у того відбирали землю.
Таку вимогу було поширено на всі верстви населення, від князів і панів до дрібних бояр, міщан, церковних людей і навіть селян».
«Татарська орда через внутрішні роздори ослабла і не мала сил утримати в своїх руках раніше підконтрольні їй землі.»
Литовська держава скористалася цим і почала займати все більші простори.
Отже на час владарювання князя Вітовта (ще при житті він отримав назву — Великий) і поширення кордонів Великого Князівства Литовського до Чорного моря, держава мала потужну армію і величезний матеріальний та людський ресурс. Ця держава була незалежною і від поляків і від Москви, звичаї в ній були цілком європейськими.
Іноземних послів і мандрівників вражали темпи будівництва фортець та оборонних укріплень. беручи до уваги сусідство з кочівниками — фортифікаційні споруди були обов'язковою складовою нових поселень . Переважно, фортеці з каменю споруджували протягом місяця. Необхідність створення низки укріплених поселень на південних кордонах держави стала причиною заснування Вітовки як адміністративної одиниці на південному пограниччі ВКЛ у 1399 році.
Власне топонімічна назва селища «Виноградна Криниця» на мапах інженера Боплана зайвий раз доводить, що поселення на місці майбутньої Вітовки існувало ще з часів Київської Русі, як і дівочий монастир на піщаній косі поблизу Вітовки. Литовська доба в історії нашого краю стала логічним продовженням славної історії Київської Русі.
Щоб мати якнайбільше воїнів, уряд щедро роздавав землі між охочих служити у війську. Осаджував нових поселенців на пустих просторах, всіма способами заохочував своїх громадян до військових повинностей. Радо замінював усі податки й інші обов'язки на воєнну службу.
Для здійснення маштабних будов, потрібно було багато робочих рук та досить багато фахівців, котрі розумілися на будівництві. Такими вимогами можна пояснити швидку колонізацію південних причорноморських земель сучасної України українським людом з центральних теренів України у 14 столітті. « Тимто литовський воєнно — суспільний устрій порівнюють із західним феодалізмом».
Наслідком політики заохочення була міграція величезної кількості українського люду у причорноморські степи і виникнення низки поселень в гирлі Південного Буга, серед яких була і Вітовка.
Ось як пише про цей період історик, доктор Михайло Антонович: «Вже від 1409 р. вдавалось Вітовтові садовити по своїй вподобі ханів у Золотій Орді. Багато інших татарських орд признали його зверхність і були усадовлені на Правобережжю. З метою опанувати морський берег розбудував Вітовт фортецю Акерман та укріпив Тавань над дніпровським лиманом.
Розвинулась жива торгівля з італійськими, в першу чергу ґенуезькими купецькими факторіями в Криму; Широка хвиля українського хліборобського населення рушила в степи під проводом місцевого панства, зобов'язаного охороняти це осадництво».
З часом величезна держава від Балтійського до Чорного моря (одним з крайніх форпостів якої довгий час залишалася Вітовка), поширила свої володіння далі на правий берег р. Буг.
Невдовзі була збудована фортеця Дашів (тепер Очаків), котра з часом перебрала на себе функції оборонного та політичного значення. Вітовка ж залишилась у запіллі і поступово втратила роль важливої адміністративної одиниці ВКЛ. Проте роль поселення у зміцненні влади литовської держави на землях Причорномор'я, є безперечно великою.
В бурхливій історії середньовіччя заснування Вітовки не було випадковим, але стало не лише наслідком, але й живою пам'яткою великим перемогам над ордою трьох православних народів (литовського, українського і білоруського). Народів, котрі збройно звільнились від монголо-татарського панування, здобувши перемогу над загарбниками на Синіх Водах (річка Синюха на території теперішнього Первомайського району Миколаївщини ) задовго до того, ніж це зробила Московія внаслідок Куликівської битви.